# Trzeci Wymiar
Trzeci Wymiar ist eine polnische Hip-Hop-Band.

## Werdegang
Sie wurde im Jahr 1999 im polnischen Wałbrzych von den beiden Rappern Nullo und Szad gegründet. Anfangs traten sie unter dem Namen Poetikanonim (1999 bis 2001) dann als Peo-ete-ik (2001 bis 2003) auf. 1999 brachten sie ein inoffizielles Album Od zawsze tu byłem („Ich war schon immer hier“) heraus.
Im Jahr 2003 brachten sie, mit Hilfe von Largo, Peji, Wall-E, Teki, Optyka, Maryo i Smoli, ihr Debütalbum Cztery Pory Rapu heraus. Ihr bis jetzt größter Hit ist „Dla mnie masz Stajla“.

## Diskografie
Alben
- 2003: Cztery Pory Rapu
- 2006: Inni Niż Wszyscy
- 2009: Złodzieje Czasu
- 2012: Dolina Klaunoow
- 2015: Odmienny Stan świadomości

Singles
- 2015: Murmurando (PL: Gold)